# 13423 Bobwoolley
13423 Bobwoolley este un asteroid din centura principală de asteroizi.

## Descriere
13423 Bobwoolley este un asteroid din centura principală de asteroizi. A fost descoperit pe 13 noiembrie 1999 la Fountain Hills (Arizona) de Charles W. Juels. Asteroidul prezintă o orbită caracterizată de o semiaxă mare de 2,75 ua, o excentricitate de 0,07 și o înclinație de 4,0° în raport cu ecliptica.